# 扎加京齊
50°37′4″N 25°18′5″E / 50.61778°N 25.30139°E
扎加京齊（烏克蘭語：Загатинці），是烏克蘭西北部的村莊，隸屬里夫內州的杜布諾區。該村面積5.43平方公里，海拔高度195米，2001年人口69，人口密度每平方公里12.7人。